# Alain Gournac
Alain Gournac est un homme politique français, membre du groupe UMP, né le 13 septembre 1943 à l'Étang-la-Ville (Yvelines).
Chef de publicité de profession, il a été élu sénateur des Yvelines le 24 septembre 1995 et réélu le 26 septembre 2004. Il est vice-président de la délégation aux droits des femmes et à l'égalité des chances entre les hommes et les femmes et membre de la commission des affaires étrangères, de la défense et des forces armées. Il est par ailleurs vice-président du groupe Union pour un mouvement populaire.
Il soutient Nicolas Sarkozy pour la primaire présidentielle des Républicains de 2016.
Il parraine Laurent Wauquiez pour le congrès des Républicains de 2017, scrutin lors duquel est élu le président du parti.

## Anciens mandats électifs
- Sénateur des Yvelines de 1995 à 2017[4]
- Maire du Pecq depuis le 13 septembre 1991, réélu en 2008 dès le premier tour avec 68,41 % des voix. Il démissionne de son mandat municipal le 20 janvier 2013 pour se consacrer à son mandat de sénateur et à sa famille[5].
- Vice-président du Conseil général des Yvelines de 1992 à 2004

## Autres responsabilités
- Président de l’Observatoire national de l’innovation publique
- Président de l'Association des communes pour la réduction des nuisances aériennes dans l'Ouest parisien
- Président du SITRU (syndicat intercommunal pour le traitement des résidus urbains) depuis 2001[6]
- Membre de la Commission locale d'information auprès du CEA de Fontenay-aux-Roses.
- Secrétaire du Groupe de travail intercommissions sur l'orientation et la formation professionnelle tout au long de la vie.
- Membre du Conseil de surveillance de la Caisse nationale des allocations familiales.
- Membre du Conseil national des politiques de lutte contre la pauvreté et l'exclusion sociale.
- Membre du Conseil supérieur de la Mutualité.
- Membre de la Commission permanente de modernisation des services publics.
- Membre du Conseil d'orientation pour l'emploi.
- Membre du Conseil d'administration de l'Agence nationale des services à la personne.
- Membre du Conseil d'orientation et de surveillance de la Caisse d'Epargne Île-de-France (censeur).
- Membre du Comité de suivi du plan de cohésion sociale.
- Ancien membre du Bureau de l'Association des villes marraines des forces armées (jusqu'au 20 juin 2014)

- Chevalier de la Légion d'honneur (14 juillet 2019)
- Chevalier de l'ordre national du Mérite (17 septembre 1988)
- Commandeur de l'ordre d'Isabelle la Catholique, le 28 juillet 2011  (Espagne)
- La Toison d'Or, le 29 mars 2018 (Géorgie)
- Médaille d'or de la Jeunesse et des Sports 13 juillet 1993
- Médaille de bronze de la Croix Rouge Française

## Collection
- Alain Gournac est un fervent collectionneur des livres du Général de Gaulle ou en rapport avec cette personnalité.